# Pontgouin
 Pontgouin  es una población y comuna francesa, en la región de  Centro, departamento de Eure y Loir, en el distrito de Chartres y cantón de Courville-sur-Eure.

## Demografía
| 922 | 936 | 1389 | 833 | 854 | 875 |
| Para los censos de 1962 a 1999 la población legal corresponde a la población sin duplicidades (Fuente: INSEE [Consultar]) |     |      |     |     |     |

## Personas relacionadas
- Louis-Édouard Pie, cardenal, nació en Pontgouin.